# Oblężenie La Rochelle (1627–1628)
Oblężenie La Rochelle miało miejsce od sierpnia 1627 do 28 października 1628 podczas wojny hugenockiej 1626–1629.
W edykcie nantejskim Henryk IV rozszerzył prawa przysługujące hugenotom. Twierdza La Rochelle stała się jednym z głównych ośrodków hugenotów, którzy mieli nad nią pełną władzę.
W następstwie hugenockiego buntu wywołanego przez księcia Henri de Rohana i jego brata księcia de Soubise, do którego doszło w 1625 roku, następca Henryka IV Ludwik XIII wznowił wojnę z Hugenotami. Pierwszy minister króla Francji kardynał Richelieu ogłosił, że stłumienie hugenockiego buntu jest dla królestwa sprawą priorytetową.
Ponieważ Holandia w walce z Habsburgami wspomagana była przez Francję, doszło do sytuacji, w której do walki z francuskimi protestantami w La Rochelle miały być użyte statki wynajęte w protestanckiej Holandii. Rada miasta Amsterdam, gdzie Francja wynajmowała statki zastrzegła, że na ich pokładzie nie będzie można prowadzić katolickich kazań.
Karol I był skłonny poprzeć hugenotów, by osłabić Francję. Należy pamiętać, że wspierał buntowników przeciwko legalnej władzy. Do pomocy skłoniły go też problemy finansowe rządu francuskiego oraz ambicje morskie i kolonialne Kardynała.
27 czerwca 1627 wysłał 80 okrętów pod wodzą swego faworyta księcia Buckingham. Flota angielska w 20 lipca 1627 wysadziła na wyspie Île de Ré, leżącej przed wejściem do zatoki La Rochelle, desant w sile 6 tys. żołnierzy.
Rada miejska nie wpuściła Anglików do miasta. Większość jej składu stanowili ludzie umiarkowani i rojaliści, bojący się oskarżenia o zdradę stanu. Dostarczali za to prowiantu, świetnie na tym wychodząc.
Hugenoci zablokowali ujście Żyrondy, przez co utrudnili żeglugę i zahamowali handel z Bordeaux. Wojska królewskie obległy La Rochelle w sierpniu. Była to największa twierdza hugenocka we Francji, stanowiąca główne centrum hugenockiego oporu. Wbrew utartemu poglądowi armią nie dowodził cały czas kardynał Richelieu. W obozie znajdowało się wielu dowódców (generałów i marszałków), początkowo wojskiem dowodził brat króla, ks. Orleanu Gaston. Ludwik XIII przybył wraz z kardynałem 12 października.

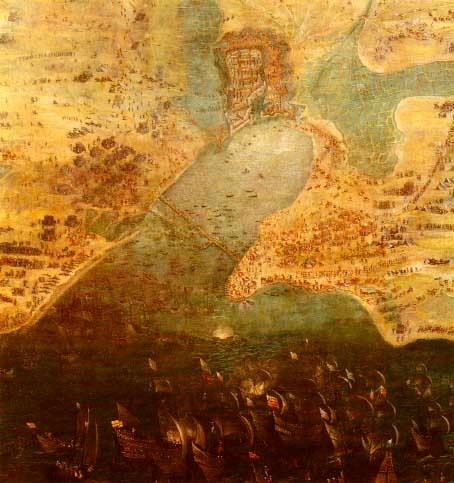
XVII-wieczny plan oblężenia La Rochelle wykonany przez Jacques’a Callota

## Anglicy pod Saint-Martin
Działający na wyspie Île de Ré Anglicy próbowali zdobyć małą twierdzę Saint Martin, jednak ich szturm został odparty. Francuzi, pomimo angielskiej blokady, zdołali na małych łodziach dostarczać zaopatrzenie do obleganej fortecy Saint Martin. Ponieważ działania wojenne przedłużały się, Buckingham został w końcu bez pieniędzy i wsparcia, a jego armia topniała z powodu chorób. Po ostatnim nieudanym szturmie na St. Martin, w którym Anglicy ponieśli bardzo ciężkie straty, na wyspie wylądował desant złożony z 4500 żołnierzy francuskich. W tej sytuacji Buckingham 17 listopada 1627 załadował pozostałych przy życiu żołnierzy na okręty i odpłynął do Anglii.
Francuscy inżynierowie otoczyli wkrótce La Rochelle linią okopów długą na 12 kilometrów, wzmocnioną 11 fortami i 18 redutami. Gdy roboty zostały ukończone 28 października 1627 armia królewska rozpoczęła bombardowanie miasta. Na początku 1627 zaczęto budować z pomocą 4 tys. robotników zaporę morską długości 1400 metrów, mającą uniemożliwić dostęp do obleganej twierdzy od strony morza (zakończono na wiosnę 1628). Podstawą dla budowanej zapory były zatopione hulki wypełnione gruzem i faszyną. Ponadto zbudowano dwa wały długości 700-800 kroków, a wolną przestrzeń między nimi zamknięto łańcuchami. Angielskie okręty próbujące dostarczyć zaopatrzenie do twierdzy ostrzeliwała francuska artyleria, jednak blokada nie była całkiem szczelna. Prac budowlanych doglądał kardynał.
W lutym 1628 król opuścił obóz i udał się do Paryża, wówczas przekazał Richelieu naczelne dowództwo. Kardynał próbował nie dopuścić do tego bojąc się o swoją pozycję i opozycję wobec jego osoby na dworze.
Obrońcy twierdzy próbują się pozbyć kobiet i dzieci, jednak bezskutecznie. W mieście zaczyna się epidemia. Jednocześnie zaczyna się radykalizować rada miejska. Władzę przejmuje Jean Guitton, fanatyk walki do końca, który zawarł układ o pomocy z Karolem I – posiadający klauzule o wpuszczeniu floty angielskiej do portu.
W maju pojawiła się flota angielska, nie podjęła jednak próby sforsowania blokady. Po tygodniowym postoju powróciła do kraju.
W kwietniu powrócił Ludwik XIII.
Lato 1628 – w La Rochelle zapanował głód i epidemie. W sierpniu książę Buckingham szykował wyprawę, lecz zginął od noża Johna Feltona. Ekspedycja jednak wyruszyła; końcem września znalazła się pod twierdzą.

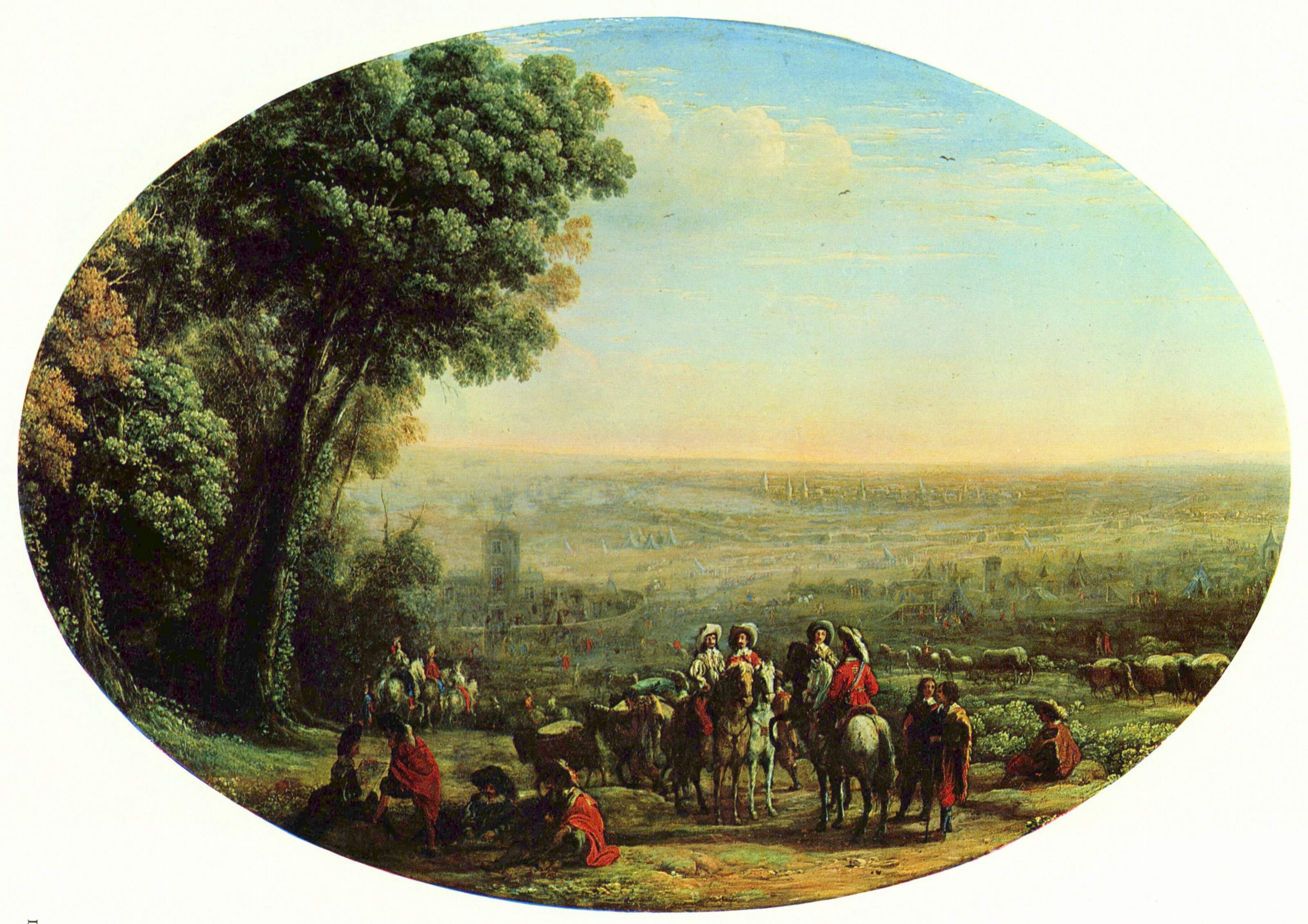
Oblężenie La Rochelle, Claude Lorrain, 1631

3 października flota angielska próbował przebić się przez blokadę, po nieudanej próbie zawróciła.
28 października do króla przybyli posłowie z twierdzy. Nastąpiła kapitulacja na następujących warunkach:
- Zniesienie autonomii miasta, wprowadzenie królewskich urzędników oraz zburzenie fortyfikacji (pomimo nalegań Richelieu, aby je zachować)
- Przywrócenie kultu katolickiego w mieście
- Amnestia i wolność kultu dla hugenotów
- Banicja Jeana Guitton’a

10 listopada nastąpił odwrót armii królewskiej.
Przed oblężeniem miasto zamieszkiwało ok. 28 tys., po jego zakończeniu ok. 5 tysięcy. Tak drastyczny spadek ludności spowodowany był przez typowe dla oblężenia głód i choroby, a poza tym było wiele ofiar bezpośrednich działań wojennych.
Na mocy warunków pokoju w Alais hugenoci stracili prawa do posiadania swych wydzielonych terytoriów oraz pozbawieni zostali dotychczasowych politycznych i wojskowych swobód. Pozostawiono im natomiast wolność wyznawania religii zagwarantowaną w edykcie nantejskim.
W 1627 roku miejsce oblężenia La Rochelle odwiedził francuski filozof Kartezjusz.
Oblężenie La Rochelle rozsławił Aleksander Dumas w swojej powieści Trzej muszkieterowie.